# Bernard Deshaies
Pour les articles homonymes, voir Deshaies (homonymie).
Bernard Deshaies (né le 11 décembre 1953) est un cycliste, commerçant et homme politique fédéral du Québec.

## Biographie
Bernard Deshaies est né à Amos dans la région d'Abitibi-Témiscamingue.
En 1969, il participe à la première édition du Tour de l'Abitibi. En 1971, il devient le premier Abitibien à porter le maillot brun de meneur. Il le conservera pendant trois étapes,. Il est aussi l'athlète qui détient le nombre record de participation au tour de l'Abitibi avec un total de 12. Au tournant des années 1980, Bernard Deshaies a implanté le premier système de compilation informatisé du Tour. Il a également agi en tant que directeur technique du Tour de l'Abitibi en 1990, et en 1992. En juillet 2023, il entre dans la catégorie «athlète» du Temple de la renommée du Tour de l'Abitibi.
En 1993, il sert de commissaire dans le conseil scolaire d'Harricana. Il est ensuite élu député du Bloc québécois dans la circonscription fédérale d'Abitibi en 1993. Il ne se représente pas en 1997, ce qui permet au libéral Guy Saint-Julien de récupérer son siège dans cette circonscription.
Durant son passage à la Chambre des communes, Bernard Deshaies est porte-parole adjoint du Bloc en matière de Développement régional de 1994 à 1996 et porte-parole en matière de Sport amateur de 1996 à 1999, de Parcs nationaux de 1996 à 1998 et de Mines de 1996 à 1997.